# 野口すみえ
野口 すみえ（のぐち すみえ、1943年〈昭和18年〉11月16日 - ）は、日本の女優、声優。東京都出身。「野口すみえ一座」主催。

## 略歴
舞台芸術学院出身。
中学時代の最後の年に父親が癌で倒れる。その時に「私が働いて母親と父親の面倒を見なきゃ」という気になり、まだ働けないことから、朝倉摂のところで絵書きをしていた。母親と朝倉が仲が良く、東映で大道具の絵の背景画を描いていた。そのうち「チョッと出てみろ」と言われていたため、ギャラはその頃普通の人物が初任給2万7,8000円位だったことから倍位もらえた。その時に「こんないいバイトはない」と思い、学校は行かしてもらえた。しかし、1本出るとその頃都立高校に行っていたことからすぐ停学や退学になり、転々として高校だけは7つ行っていたという。その後、舞台に転身したのは葛藤があり、その時は「映画は監督のものでしょ、役者のものじゃないでしょ」という役者としての主張が出てきており、どこか理屈っぽいところがあった。
舞台芸術学院の方が面白く、その後は劇団民藝俳優教室を経て、劇団青芸、桑山正一主宰の民衆舞台に所属していた。舞台芸術学院時代に『テアトロ』でアルバイトをしていた。

## 人物
特技、日本舞踊、殺陣、狂言。方言は江戸弁。

## 出演作品（女優）
- わが美わしの友（1975年11月15日、NHK） - 主婦 役

## 出演作品（声優）

### アニメ映画
- 地球へ... - エラ女史 役